# Burgille
Burgille település Franciaországban, Doubs megyében. Lakosainak száma 568 fő (2022. január 1.). Burgille Marnay, Ruffey-le-Château, Chenevrey-et-Morogne, Courchapon és Lavernay községekkel határos.

## Népesség
A település népességének változása:
| Lakosok száma | 114  | 231  | 250  | 401  | 550  | 548  | 565  | 571  | 574  | 568  |
|               | 1968 | 1982 | 1990 | 2006 | 2013 | 2015 | 2017 | 2019 | 2020 | 2022 |